# مرگ در میان ابرها
مرگ در میان ابرها (به انگلیسی: Death in the Clouds) رمانی پلیسی-جنایی اثر آگاتا کریستی است.
این کتاب که از مجموعه داستان‌های پوآرو می‌باشد در تاریخ ۱۰ مارس ۱۹۳۵ در آمریکا توسط انتشارات داد، مید اند کمپانی با نام مرگ در آسمان و در ژوئیه همان سال در بریتانیا توسط انتشارات کولینز کرایم کلوب با نام اصلی به چاپ رسیده است.
قیمت کتاب در بریتانیا ۷ شلینگ و شش پنسی و در آمریکا ۲ دلار بوده‌است.